# Z Corporation
Z Corporation (comunemente abbreviata Z Corp.) è un produttore di stampanti 3D capaci di stampare parti multicolorate, macchine a prototipazione rapida che costruiscono prototipi in plastica e scanner 3D.
La Z Corporation ha sede a Burlington negli Stati Uniti.
Nel 1995 la Z Corp. ha ottenuto una licenza esclusiva per una nuova tecnologia di stampa 3D sviluppata dal Massachusetts Institute of Technology.